# Попов, Михаил Иванович (дипломат)
Михаил (Михай) Иванович Попов (рум. Mihai Popov; род. 1 октября 1949, с. Чобручи, Слободзейский район, Молдавская ССР, СССР) — советский и молдавский государственный деятель, дипломат. Чрезвычайный и полномочный посол. Кандидат исторических наук.
Министр иностранных дел Республики Молдова (1994—1997). Посол Республики Молдова во Французской Республике, Королевстве Испания и Португальской Республике (1997—2002). Посол Республики Молдова в Королевстве Бельгия, Великом Герцогстве Люксембург, Королевстве Нидерландов и Соединённом Королевстве Великобритании и Северной Ирландии, Представитель Республики Молдова в НАТО и ЕК (1993—1994, 2002—2004).

## Биография
Родился 1 октября 1949 года в селе Чобручи Слободзейского района Молдавской ССР.

### Образование
С 1966 по 1971 год учился на филологическом факультете Кишинёвского государственного университета. Его однокурсниками были Леонида Лари, Илья Телеску, Андрей Цуркану, Николай Дабижа, Василий Романчук, Василий Спиней, Дмитрий Цуркану и другие.
С 1983 по 1986 год учился в Дипломатической академии МИД СССР. С отличием окончил факультет международных отношений. Владеет русским и французским языками.
Кандидат исторических наук (1986). Защитил диссертацию на тему: Позиция Социалистической Республики Румынии по актуальным международным проблемам в 80-е годы (научный руководитель доктор исторических наук, профессор И. И. Орлик).

### Трудовая деятельность
С 1971 по 1973 год проходил срочную службу в рядах Советской армии.
С 1973 по 1983 год занимал руководящие должности в комсомоле и Коммунистической партии Молдавской ССР.
С августа 1986 по ноябрь 1992 года — советник и первый советник посольства СССР, а затем Российской Федерации в Румынии.
С ноября 1992 по июль 1993 года — советник-посланник посольства Республики Молдова в Российской Федерации.
С июля 1993 по 1994 год — чрезвычайный и полномочный посол Республики Молдова в Королевстве Бельгия и представитель Республики Молдова при Европейском экономическом сообществе и НАТО.
С 5 апреля 1994 по 24 июля 1997 года — министр иностранных дел Республики Молдова в правительствах Андрея Сангели и Иона Чубука, также член Высшего совета обороны.
С 25 июля 1997 по 20 сентября 2002 года — чрезвычайный и полномочный посол Республики Молдова во Французской Республике, Королевстве Испания (с 5 июня 1998 года) и Португальской Республике (с 29 апреля 1999 года) по совместительству, а также представитель Республики Молдова в ЮНЕСКО и Международной организации Франкофонии.
С 1 октября 2002 по 29 сентября 2004 года — чрезвычайный и полномочный посол Республики Молдова в Королевстве Бельгия, Великом Герцогстве Люксембург (с 25 марта 2003 года), Королевстве Нидерландов (с 25 апреля 2003 года), Соединённом Королевстве Великобритании и Северной Ирландии (с 30 июня 2003 года) и представитель Республики Молдова при ЕК и НАТО по совместительству.
С 2005 по 2017 год — заместитель генерального директора «Лукойл-Румыния».
Имеет дипломатический ранг Чрезвычайного и полномочного посла и ранг государственного советника.

## Семья
С 1971 года женат на Валентине Поповой (Тулбуре). В браке родилось двое детей — Андрей и Ольга, а также четверо внуков.
Сын — Андрей Попов, президент Института стратегических инициатив (2016—2020), журналист, бывший заместитель министра иностранных дел Республики Молдова, экс-посол Республики Молдова в Австрийской Республике, в настоящее время является послом Республике Молдова в Греческой Республике.

## Награды
- Орден «Трудовая слава» (28 сентября 1999) — за значительный вклад в разработку внешней политике Республики Молдова и плодотворную дипломатическую деятельность по её реализации[19]

иностранные
- Орден Почётного легиона (Франция)
- Орден «За заслуги» (Франция)
- Орден Академических пальм (Франция)